# Shockwave (canción)
«Shockwave» es una canción del cantante y compositor inglés Liam Gallagher. Gallagher coescribió este tema con Andrew Wyatt y con el productor Greg Kurstin. La canción fue lanzada como el primer sencillo del segundo álbum solista de Liam Gallagher, Why Me? Why Not. (2019). Fue publicada el 7 de junio de 2019 y ha alcanzado el puesto #22 en los UK Singles Chart.
Liam Gallagher manifestó, en relación con su próximo álbum: "Estoy entusiasmado. Entusiasmado de estar vivo, de estar creando nuevos temas, con muchas ganas de seguir. Me encanta volver con nueva música porque significa que voy a volver a estar de gira, tocar en directo y darle a la gente lo que quiere, porque eso es lo que hago. Asumámoslo, es muy aburrido sin mí".

## Composición
Liam Gallagher señaló que en su último disco As You Were (2017) escribió algunas canciones solo, pero para su nuevo álbum Why Me? Why Not. ha escrito canciones en coautoría. "La razón es que quería que el disco fuera incluso mejor que ‘As You Were’. Conozco mis talentos y mis limitaciones. Soy un compositor decente, pero soy un gran cantante y un gran frontman. Quiero que mi segundo disco esté un peldaño por arriba porque lo más difícil de hacer es hacer más de lo mismo, pero mejor. Y eso es lo que hemos hecho”.

## Videoclip
El vídeo musical de "Shockwave" fue publicado en YouTube el 13 de junio de 2019. El vídeo muestra a Liam Gallagher interpretando el tema dentro de un camión, así como en medio de una manifestación, y también en alguna que otra escena bucólica y desoladora.